# Chór Akademicki Uniwersytetu w Białymstoku
Chór Akademicki Uniwersytetu w Białymstoku – chór akademicki, powstały w 1976 roku, wówczas jeszcze jako Chór Filii Uniwersytetu Warszawskiego w Białymstoku. Od 1977 do 2023 roku dyrygentem i kierownikiem artystycznym chóru był Edward Kulikowski. Od 2023 roku funkcje te przejęła Agnieszka Panas. Od 1983 chór współpracuje z Chórem Opery i Filharmonii Podlaskiej.